# Centrados
Centrados, conocido también como Centrados Segovia, es un partido político español de ideología municipalista, provincialista y centrista fundado en 2018 y presidido por Juan Ángel Ruiz.
Está considerado una escisión de Centrados en Segovia UPyD, la delegación de Unión Progreso y Democracia en la provincia de Segovia, debido a la decadencia nacional del partido tras las elecciones generales de 2015.

## Resultados electorales

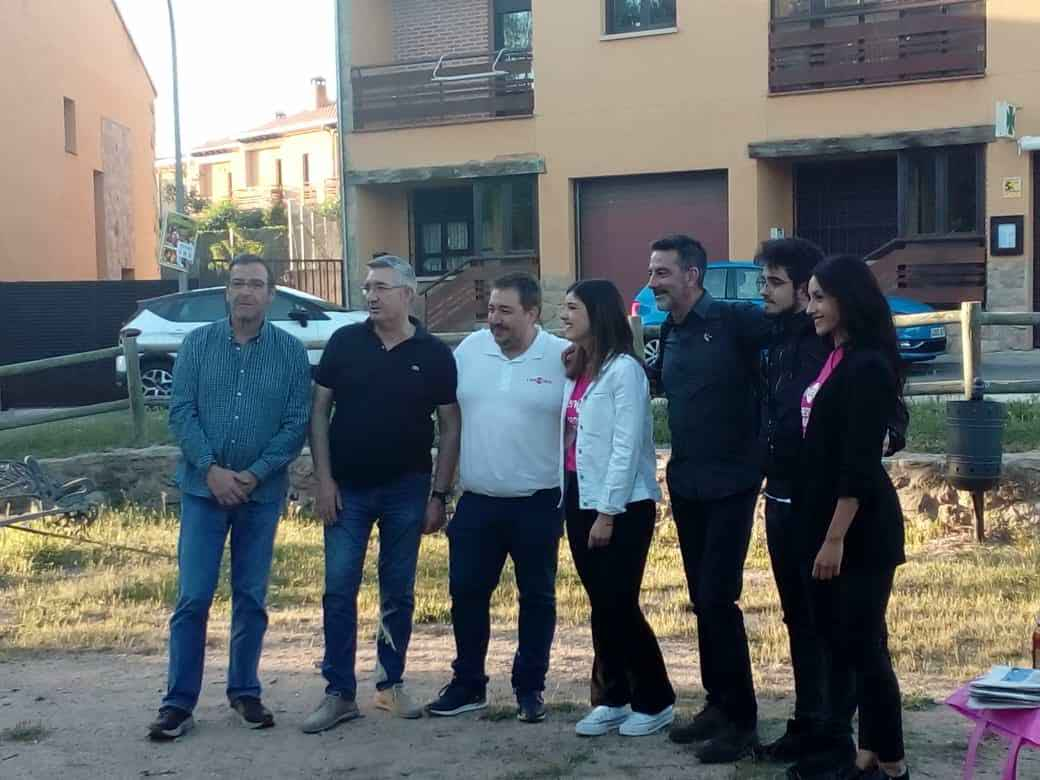
Acto de Centrados en el municipio de Trescasas durante las elecciones municipales de España de 2019

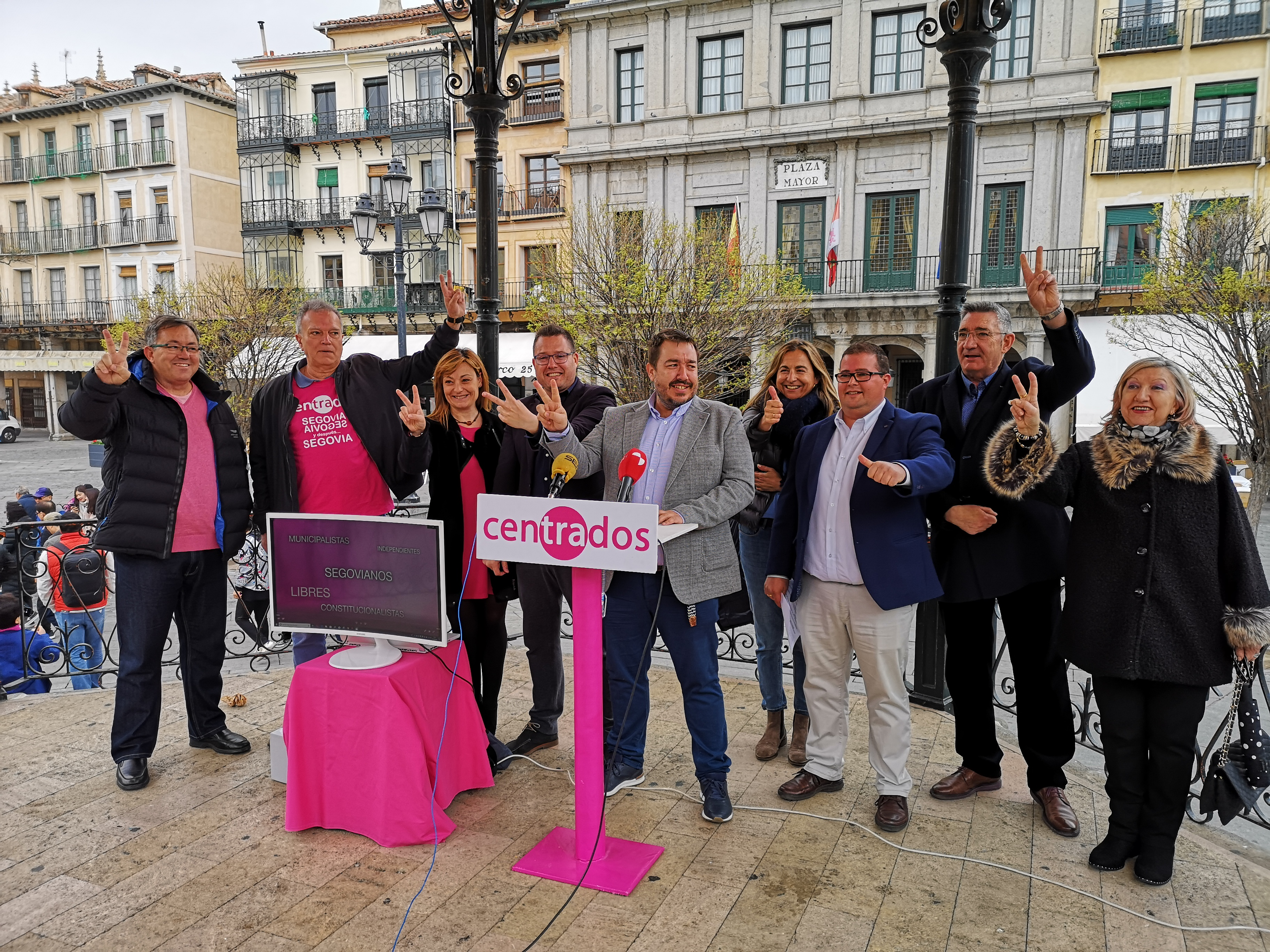
Presentación junto al Ayuntamiento de Segovia del proyecto de Red de Cercanías y Mercancías en Segovia para las elecciones generales del 28 de abril de 2019

Centrados se ha presentado a todas las elecciones que se han celebrado en la provincia de Segovia desde que se fundó en 2018.
| Fecha de celebración                                                           | Ámbito                                           | Candidato                           | Votos                    | Escaños | Posición             |
| ------------------------------------------------------------------------------ | ------------------------------------------------ | ----------------------------------- | ------------------------ | ------- | -------------------- |
| 28 de mayo de 2023                                                             | Ayuntamientos de Cuéllar y Mozoncillo            | -                                   | 380+145                  | 2/20    | 6.ª y 3.ª            |
| 13 de febrero de 2022                                                          | Cortes de Castilla y León                        | Santiago Gancedo                    | 492                      | 0/6     | 8.ª                  |
| 26 de mayo de 2019                                                             | Algunos Ayuntamientos de la provincia de Segovia | -                                   | 2.744                    | 13/1121 | 4.ª                  |
| 26 de mayo de 2019                                                             | Cortes de Castilla y León                        | Alberto Vigil                       | 920                      | 0/6     | 7.ª                  |
| 26 de mayo de 2019 Integrada dentro de la candidatura de Centristas por Europa | Parlamento Europeo                               | Francisco Jesús Martín Vargas (CCD) | 296.091 (386 en Segovia) | 0/55    | 9.ª (8.ª en Segovia) |
| 28 de abril de 2019                                                            | Senado                                           | David de Santos                     | 1.948                    | 0/4     | 7.ª                  |
| 28 de abril de 2019                                                            | Congreso de los Diputados                        | Javier Arranz                       | 458                      | 0/3     | 7.ª                  |
| 10 de noviembre de 2019                                                        | Senado                                           | Óscar Benito                        | 721                      | 0/4     | 7.ª                  |
| 10 de noviembre de 2019                                                        | Congreso de los Diputados                        | Juan Ángel Ruiz                     | 237                      | 0/3     | 7.ª                  |

### Municipales de 2019
En las elecciones municipales del 26 de mayo de 2019 en las que quedó como cuarta fuerza, Centrados obtuvo mayoría absoluta en el ayuntamiento de Cabañas de Polendos (4/5) donde gobernó su candidato Javier Gómez Valle. Obtuvo también representación en el Ayuntamiento de Trescasas, San Cristóbal de Segovia, Abades, Fuente el Olmo de Fuentidueña, Real Sitio de San Ildefonso, Aldeanueva de la Serrezuela, Mozoncillo y entró con fuerza en el Ayuntamiento de Cuellar.
Centrados se quedó a muy pocos votos de obtener representación en municipios como La Lastrilla o Torrecaballeros, en estos comicios también perdió las dos únicas concejalías que tenía en el pleno del Ayuntamiento de Segovia capital.

### Municipales de 2023
En las elecciones municipales del 28 de mayo de 2023 Centrados solo consiguió presentar candidatura en los municipios de Cuéllar y Mozoncillo, quedando último en ambos: sin representación en Cuéllar y obteniendo 2 de 7 concejales en Mozoncillo, donde finalmente se hicieron con la alcaldía del municipio durante los dos primeros años de la legislatura gracias a un acuerdo con el Partido Popular, al que cedió el bastón de mando la segunda semana de junio de 2025. Al ser este último municipio cabeza del Sexmo de Cabezas, obtuvo coligado con el PP, representación en la Comunidad de Ciudad y Tierra de Segovia.
En Cabañas de Polendos, donde gobernaba, su alcalde se presentó por una agrupación de electores independiente (PCM) y en varios lugares con representación, sus concejales se integraron en otros grupos, como Lucía Monedero de Trescasas en la lista del PSOE.

## Ideología
Centrados se define a sí mismo como un partido cuyos principales ideales son el municipalismo, el provincialismo y el centrismo político. Además de identificarse con el liberalismo, el federalismo europeo, el laicismo, el progresismo, el reformismo y el socioliberalismo.
Su organización juvenil se llamó Jóvenes Centrados en Segovia y estuvo liderada por Lucía Monedero, quien ostentó una concejalía en Trescasas tras ser la candidata a alcaldesa más joven de España con 19 años en las elecciones municipales de 2019.